# جودي تومسون
جودي تومسون هي مونتيرة ومقدمة تلفزيونية وكاتبة سيناريو ومنتجة أفلام ومصممة الإنتاج ومخرجة وممثلة كندية، ولدت في 13 أغسطس 1976 بفانكوفر في كندا.

## أعمال

### أفلام
- (2002)  هيلسيكر
- (2010)  أيام الظلام[6]
- (2011) شخص ريفي أخرق

## وصلات خارجية
- جودي تومسون على موقع IMDb (الإنجليزية)
- جودي تومسون على موقع ألو سيني (الفرنسية)
- جودي تومسون على موقع أول موفي (الإنجليزية)
- جودي تومسون على موقع قاعدة بيانات الفيلم (الإنجليزية)
- جودي تومسون على موقع كينوبويسك (الروسية)
- جودي تومسون على موقع كينوبويسك (الروسية)